# Omar El Mansouri
Omar Mansouri (en arabe : عمر المنصوري), né le 15 avril 1991 à Bouznika, est un footballeur marocain évoluant au poste d'attaquant au Naft Al-Junoob SC.

## Biographie
Il participe avec les clubs de la DH El Jadida et du Kawkab de Marrakech, à la Coupe de la confédération. Ensuite il joue avec le club Ittihad Riyadhi de Tanger pendant 1 an. C’était une année remplie de victoires qui l’a emmenée à être repéré par le grand club Marocain du Raja Club Athletic grâce au scout Adnane El Yamani.
Après un parcours honorable il choisit d’intégrer l'Olympique Club de Safi ainsi que Al-Ittihad Kalba SC qui est un club de football situé à Kalba, dans les Émirats arabes unis.

## Palmarès
- Vainqueur de la Coupe du Trône en 2013 avec la DH El Jadida